# Nezavisna hrvatska država (časopis, Pittsburgh)
Nezavisna hrvatska država je bio hrvatski iseljenički list u SAD-u kojeg je osnovala organizacija Hrvatski domobran.
Izlazio je kao tjednik od 1933. do 1942. u Pittsburghu u SAD-u (u zaglavlju se navodilo i New York, San Francisco i Chicago). Izdavač je bila organizacija Hrvatski domobran, čijim je bio organom. U impresumu tiska je stajalo: "Nezavisna hrvatska država: glasilo nacionalne organizacije Hrvatski domobran". ↓1 Od 1933. do 1935. ga je uređivao Ante Došen.